# Nordisk kombination vid olympiska vinterspelen 1968
Resultaten från tävlingen i nordisk kombination vid olympiska vinterspelen 1964, som hölls i Grenoble, Frankrike.

## Resultat

### Herrar
| pl.    | Namn                     | Poäng  |
| ------ | ------------------------ | ------ |
| Guld   | Franz Keller (FRG)       | 449,04 |
| Silver | Alois Kälin (SUI)        | 447,99 |
| Brons  | Andreas Kunz (GDR)       | 444,10 |
| 4      | Tomáš Kučera (TCH)       | 434,14 |
| 5      | Ezio Damolin (ITA)       | 429,54 |
| 6      | Józef Gasienica (POL)    | 428,78 |
| 7      | Robert Makara (URS)      | 426,92 |
| 8      | Vjatjeslav Drjagin (URS) | 424,38 |